# An der Frauenkirche (Dresden)

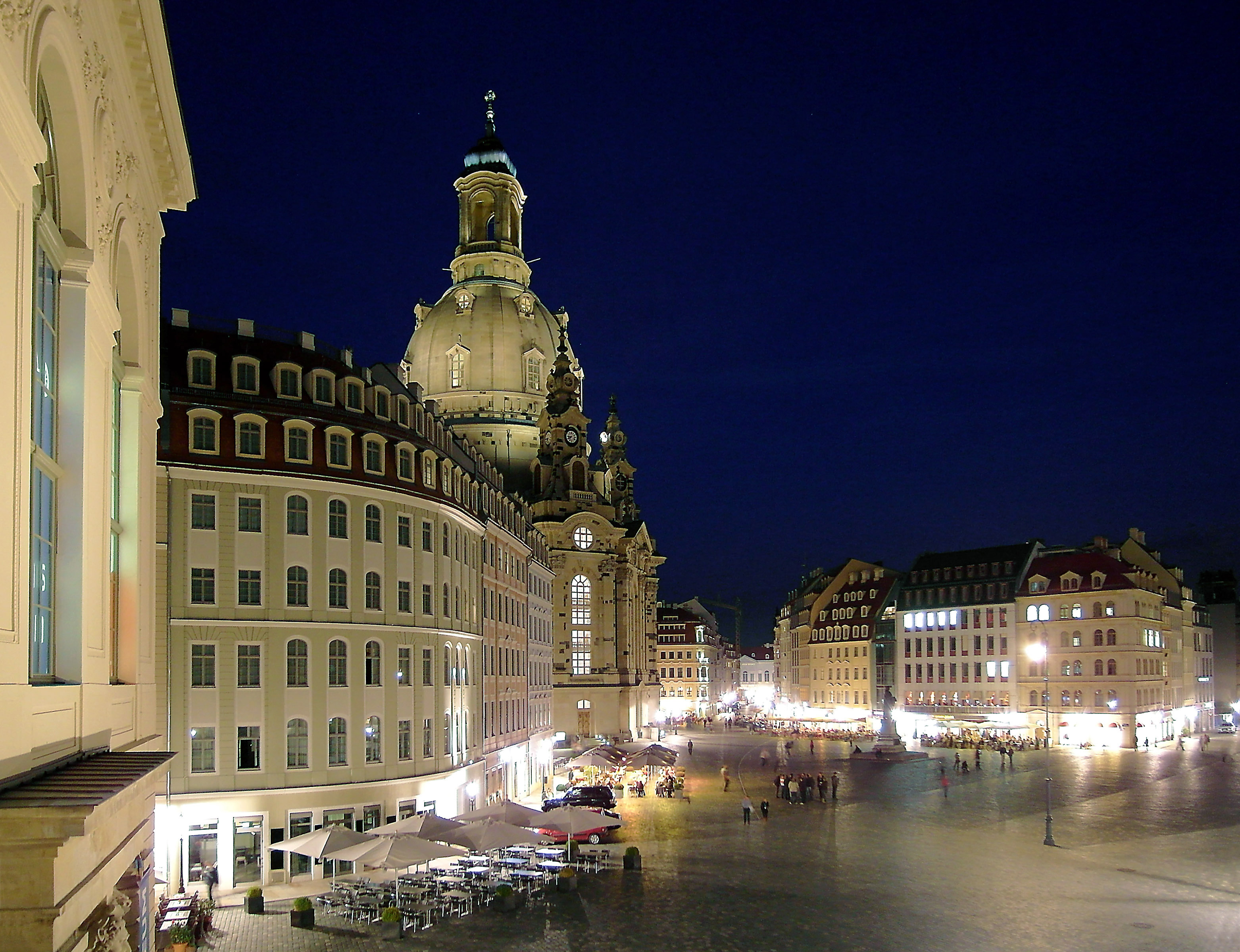
Blick vom Verkehrsmuseum im Johanneum zur Frauenkirche mit den sie umgebenen Quartieren I, II und III (2012)

An der Frauenkirche in Dresden ist ein kleiner Platz rings um die Frauenkirche in der Inneren Altstadt. Er ist, wie auch der Jüdenhof, ein Nebenplatz des Neumarkts und gehört zum nach 1990 wiederaufgebauten Neumarktareal.

## Geographie
Der Platz befindet sich etwa 350 Meter Luftlinie nordöstlich des historischen Altstadtkerns – dem Altmarkt. Zusätzlich zählen der Adresse nach zwei kurze Straßenzüge bzw. Platzrandbebauungen nördlich und südlich der Frauenkirche zu An der Frauenkirche.
Angrenzende Straßen sind am Hilton-Hotel (An der Frauenkirche 5) die nach Westen abgehende Töpferstraße und die nach Norden (elbwärts) abgehende Münzgasse. Nördlich der Frauenkirche und des Coselpalais (An der Frauenkirche 12) reicht der Straßenzug entlang der Kunstakademie bis zum Georg-Treu-Platz. An diesem geht der Straßenverlauf in die Salzgasse über, die ihren Anfang südlich des Coselpalais und östlich der Frauenkirche am Platz An der Frauenkirche nimmt. Südöstlich zweigt die Rampische Straße ab, die am Tzschirnerplatz wieder auf die Salzgasse trifft. Die Verlängerung der Rampischen Straße am Neumarkt zur Landhausstraße mit einseitiger Bebauung zählt ebenfalls zu An der Frauenkirche.

## Geschichte

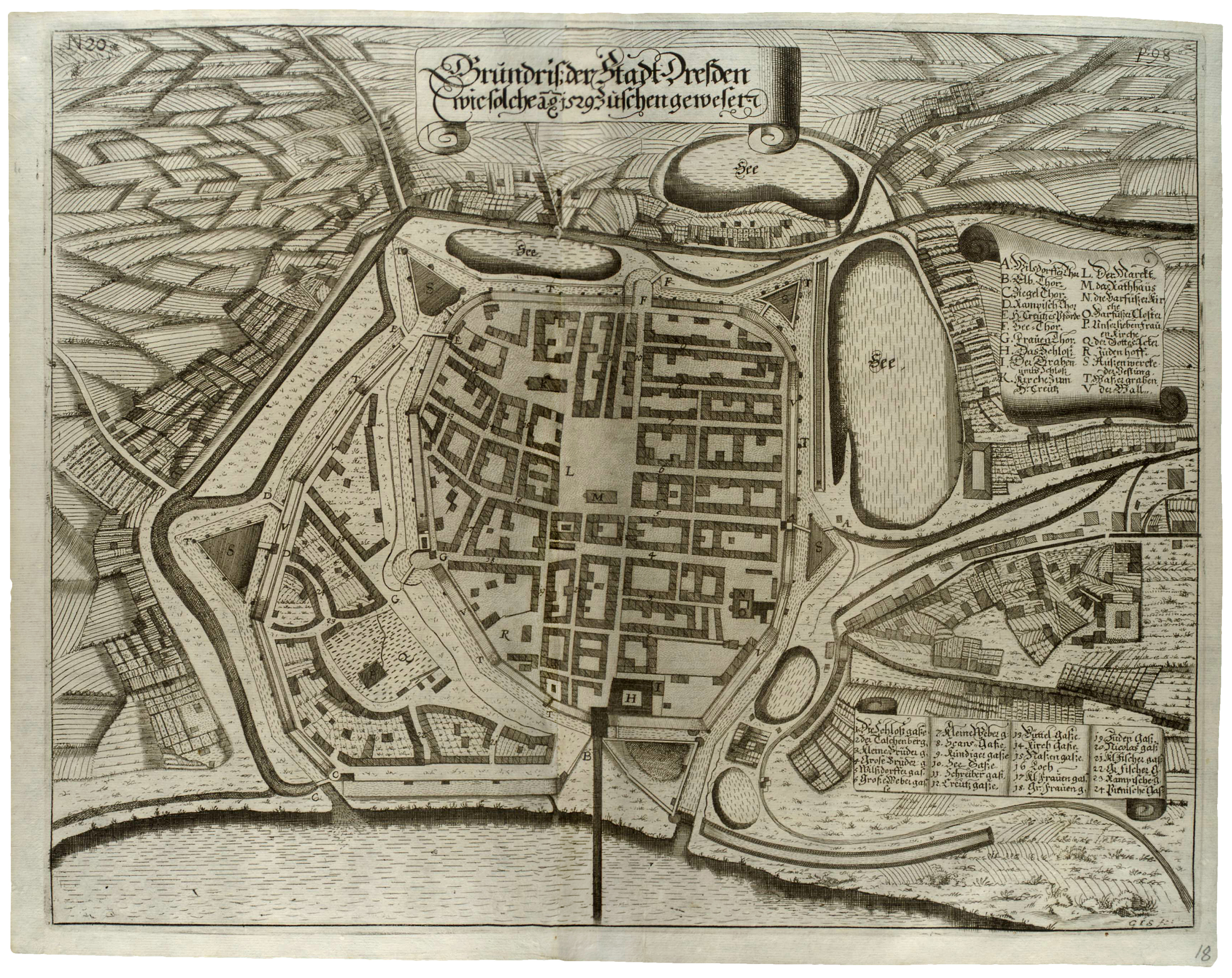
gesüdeter Grundriss der Stadt Dresden 1529 (von Anton Weck – Blick von der Dresdner Elbbrücke zur Stadt)
Halblinks unten erkennbar ist das von der restlichen Stadt abgegrenzte Frauenkirchenareal.

In einem Dresdner Stadtbuch findet 1521 ein haus am kirchoff bey Unser Liben Frauen Erwähnung, somit zu der Zeit, als die außerhalb der Stadtmauer befindliche alte Frauenkirche mit dem Frauenkirchhof und den sie umgebenen Häusern durch eine Erweiterung der Stadtbefestigung geschützt wurde (1519–1529). Im Zuge des weiteren Ausbaus der Festung nach Plänen von Caspar Vogt von Wierandt erfolgte 1548 der Rückbau der inneren Mauer, wodurch unter anderem der Neumarkt als zweiter großer Platz Dresdens entstand und die Stadterweiterung (1533 Naustadt, 1552 Neustadt) mit der restlichen Stadt verschmelzen konnte.
Nachdem die bisherigen fünf Viertel der Stadt mit ihren Häuserzahlen zum Teil deutlich divergierten, beschloss der Stadtrat im März 1589 eine Neuordnung, die die Stadt in nahezu vier gleich große Viertel (zweimal 194 Häuser, zweimal 199 Häuser) unterteilte. Dabei kam der Jüdenhof zum zweiten, der Neumarkt zum dritten und an der Frauenkirche zum vierten Viertel. Diese Einteilung blieb trotz unterschiedlicher Entwicklung bis ins 19. Jahrhundert bestehen.

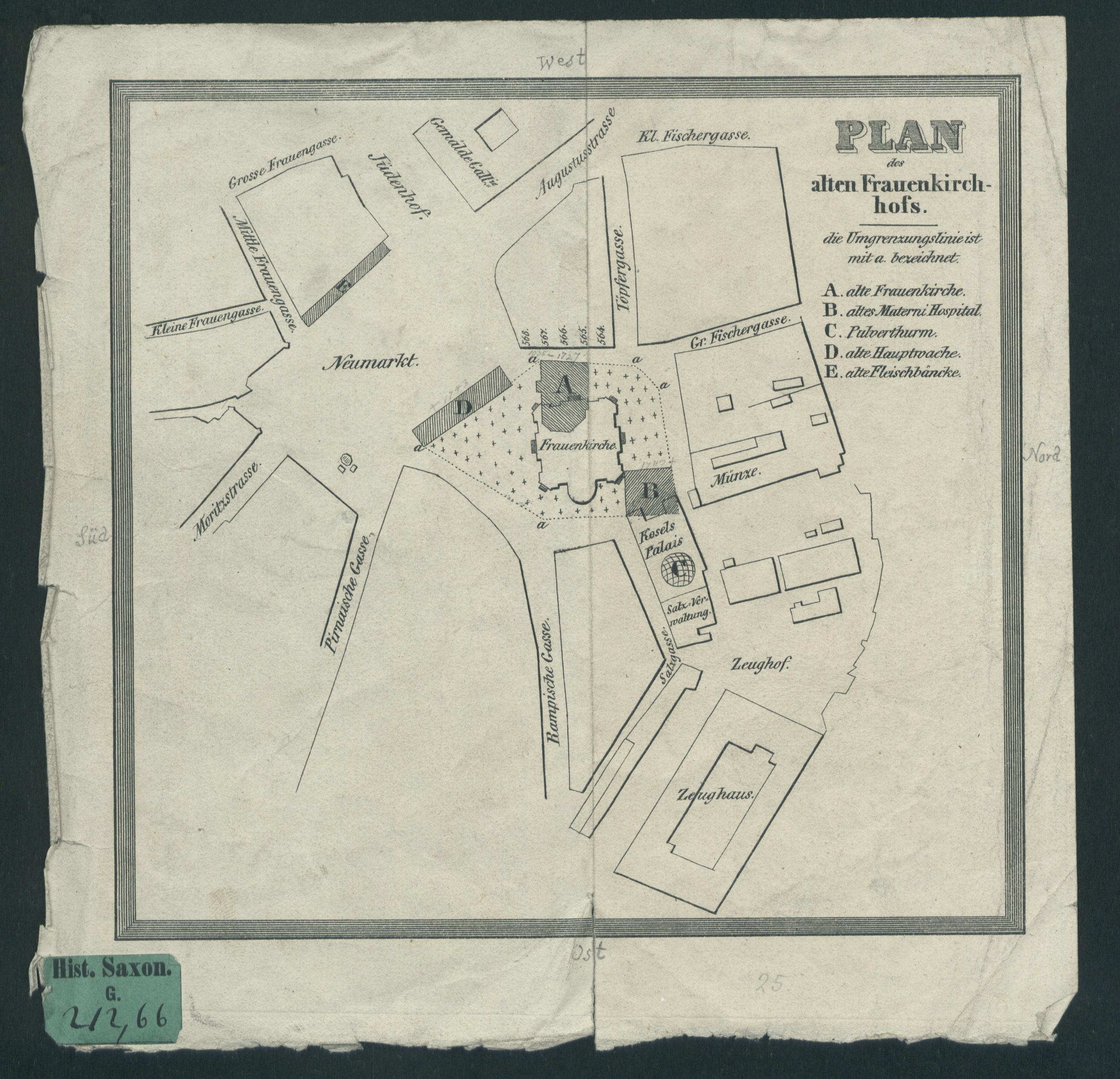
gewesteter Plan des Frauenkirchhofs mit alter (A) und neuer Frauenkirche sowie der Hauptwache (D), ca. 1750

Der Verfall der alten Frauenkirche Anfang des 18. Jahrhunderts brachte, dass sich der Stadtrat damit befassen musste. Zudem drängte der Kurfürst seit 1714 darauf, den als unhygienisch empfundenen, innerstädtischen Frauenkirchhof zu säkularisieren. Auch sollte die mittelalterliche Kirche einem repräsentativen Bau weichen. Die Friedhofssäkularisierung (1727) und der Neubau der Bährschen Frauenkirche (1726–1743) werteten das Umfeld auf und gaben Bauland um die Frauenkirche frei. Schon vor der Frauenkirche entstand ab 1715 auf einem Randstück des Frauenkirchhofs die Hauptwache. Dieses repräsentative Polizeigebäude trennte den Platz An der Frauenkirche baulich vom Neumarkt ab. Sie verdeckte vom Neumarkt aus einen Teil des Unterbaus der Frauenkirche, was diese noch imposanter erscheinen ließ.
Infolge des preußischen Beschusses am 19. Juli 1760 im Siebenjährigen Krieg brannten 13 Häuser an der Frauenkirche ab (darunter das Knöffel-/Caesar’sche Haus). Der 1766 erfolgte Abriss der durch den Beschuss zur Ruine verkommenen Hauptwache am Neumarkt öffnete zugleich die beiden Plätze zueinander. Eine Tafel am Haus Nr. 1 erinnert an den Beschuss der Stadt.
Im 18. und Anfang des 19. Jahrhunderts bezeichnete An der Frauenkirche nur die Häuser vom Neumarkt bis zur Münzgasse sowie von der Salzgasse bis zur Landhausgasse, während das – vom Neumarkt aus gesehen hinter der Frauenkirche befindliche – Stück von der Münzgasse bis zur Salzgasse Hinter der Frauenkirche hieß. Seit 1840 hatten alle Häuser die Adresse An der Frauenkirche.

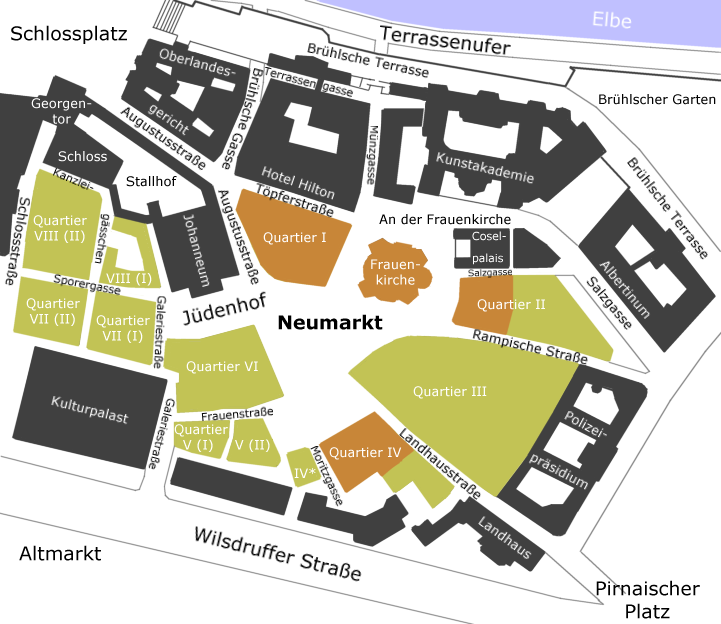
Karte des Neumarkt-Areals zu Anfang der 1990er Jahre

Einen weiteren Einschnitt brachten in der Endphase des Zweiten Weltkriegs die Luftangriffe auf Dresden am 13. und 14. Februar 1945. Die meisten Gebäude waren ruinös oder gänzlich zerstört und die ausgebrannte Frauenkirche stürzte am Vormittag des 15. Februar in sich zusammen. Nach der Trümmberäumung war der Platz räumlich vom Neumarkt nicht mehr abgrenzbar, einzig die Kunstakademie, die 1966 zum Mahnmal gegen den Krieg erhobene Ruine der Frauenkirche sowie die unbebaute Rampische Straße ließen eine vage Bestimmung zu. An der Nordwestseite des Neumarkts ist das ruinöse Johanneum in den Jahren 1950 bis 1958 wiederaufgebaut worden, an der Ostseite folgte 1973 bis 1975 die Rekonstruktion der Flügelbauten des ebenfalls abgetragenen Coselpalais. Von 1987 bis 1989 erfolgte im Nordwesten der Bau eines Interhotels mit historisierender Fassade, das Anfang 1990 als Hotel Dresdner Hof eröffnet wurde und seit 1992 als Hilton-Hotel firmiert.
Erst der nach 1990 einsetzende Wiederaufbau des Neumarkt-Areals brachte dem Platz seine alte Geltung wieder. Neben der Frauenkirche (1993/1994–2005) und dem Coselpalais (1998–2000) sind dies die Neumarkt-Quartiere I (westlich der Frauenkirche bis zum Johanneum; bis 2006), II (östlich der Frauenkirche sowie südlich des Coselpalais zwischen Salzgasse und Rampischer Straße; bis 2006/2014) und III (südlich der Frauenkirche bis zur Landhausstraße; bis 2008/2022). Teile der Bebauung stehen als Kulturdenkmal unter Schutz.

## Bebauung
Die Hausnummerierung beginnt westlich der Frauenkirche und verläuft im Uhrzeigersinn bis zum Süden an der Landhausstraße, der Südwesten ist seit 1766 offen. Durch die beim Wiederaufbau gegebene Möglichkeit der Fassadengestaltung, bei der ein großes Gebäude mehrere Häuser imitiert, sind nicht alle der historischen Hausnummern vergeben.

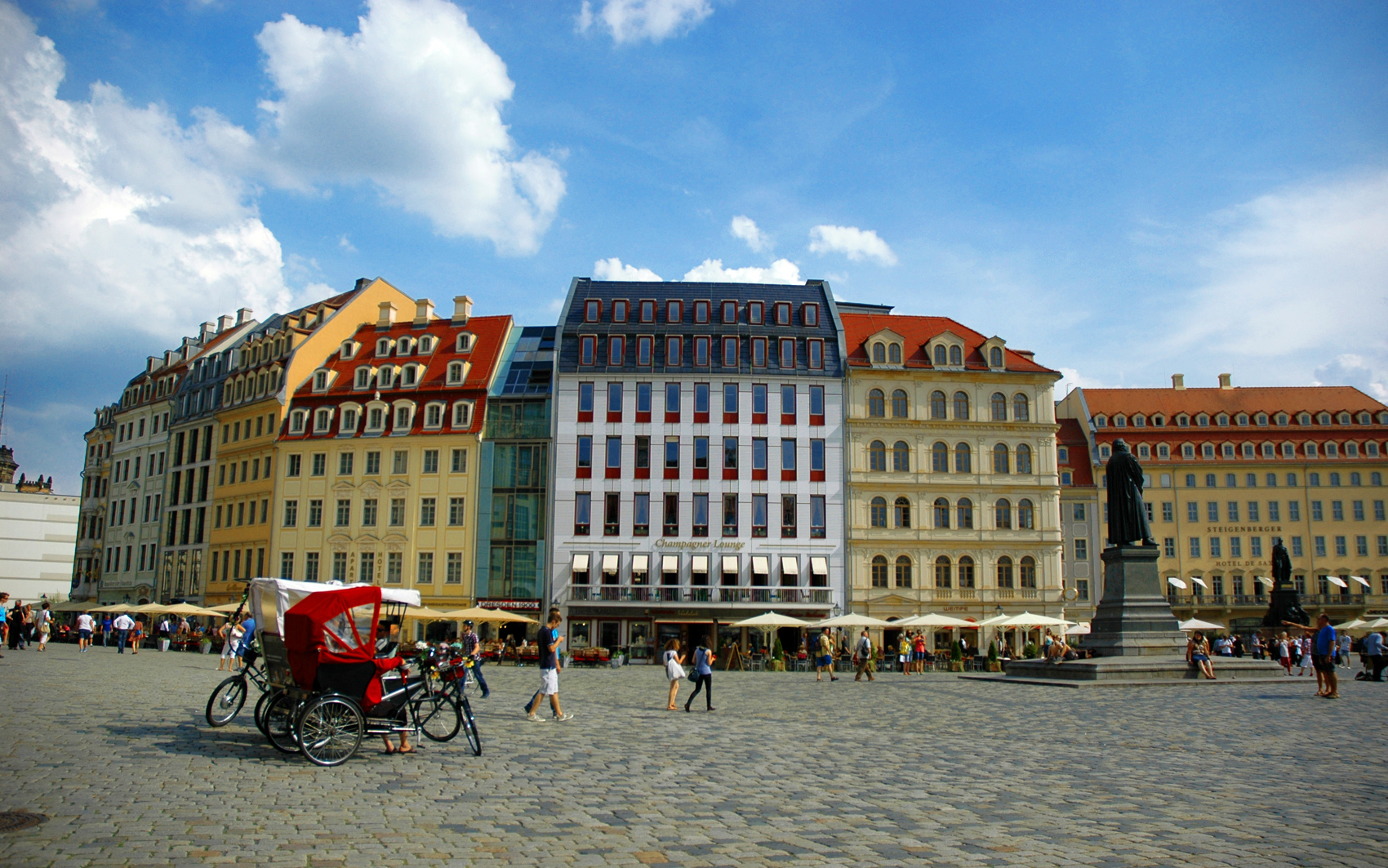
Neumarkt-Quartier III mit den Häusern An der Frauenkirche 16–20 und dem Lutherdenkmal (2014)

- Die Frauenkirche selbst trägt keine Hausnummer, die sie verwaltende Stiftung hat ihren Sitz am Georg-Treu-Platz.
- Nr. 01 und Nr. 3: Die im Neumarkt-Quartier I liegenden Bauten weisen eine zum Teil ahistorische Fassade auf.[9] Dies führte zu Kritik, da sie unmittelbar gegenüber der Frauenkirche stehen und nicht mit ihrer Sandsteinfassade harmonieren. In Nr. 1 befindet sich das Honorarkonsulat Sloweniens.
- Nr. 05: Hilton Dresden in Ecklage zwischen Töpferstraße und Münzgasse
- Nr. 11: Nordseite des Coselpalais zur Kunstakademie
- Nr. 12: Coselpalais mit seinen beiden der Kirche zugewandten Flügelbauten
- Nr. 13: Haus „Zum Schwan“, zwischen Salzgasse und Rampischer Straße (mit Haus „Zur Glocke“)[10]
- Nr. 16: Dreiachsiges Gebäude mit zentralen Erkern und reich dekorierter Fassade, Leitbau im Neumarkt-Quartier III am Übergang zur Südseite der Rampischen Straße.[11]
- Nr. 17: Börnersches Haus; In den mit Nr. 16 gemeinsamen Innenhof wurde der rekonstruierte historische Krellbrunnen gesetzt.[12]
- Nr. 18: Gebäude mit 3-achsiger ahistorischer Fassade und 5-achsiger historisierender Fassade
- Nr. 19: Zittelsches Haus (vor 1945: Nr. 20), siebenachsiges Gebäude mit Hotelnutzung
- Nr. 20: Gebäude mit 9-achsiger ahistorischer Fassade und 6-achsiger historisierender Fassade in Ecklage zur Landhausstraße